# Heremaia Ngata
Heremaia Ngata (Whanganui, 24 agosto 1971) è un ex calciatore neozelandese, di ruolo centrocampista.